# Mesembryanthemum schenckii
Mesembryanthemum schenckii är en isörtsväxtart som beskrevs av Schinz. Mesembryanthemum schenckii ingår i Isörtssläktet som ingår i familjen isörtsväxter. Inga underarter finns listade i Catalogue of Life.